# Klevers
Klevers ist eine Einöde des Kneippheilbades Bad Grönenbach im Landkreis Unterallgäu in Bayern.

## Geografie
Die Einöde Klevers liegt am Nordrand von Bad Grönenbach, auf einer Höhe von 688 m ü. NN.

## Geschichte
Das in der Einöde gelegene Heilbad Bad Clevers war bereits vor dem Dreißigjährigen Krieg bekannt und wurde während des Krieges zerstört, jedoch später wieder aufgebaut.